# Losing Grip
Losing Grip este cel de-al patrulea single extras de pe albumul de debut al cântăreței de origine canadiană Avril Lavigne. Cântecul a fost lansat în aprilie 2003; acesta a câștigat popularitate în țările anglofone, sporind succesul albumului de proveniență.

## Informații generale
Losing Grip  este cel de-al patrulea single extras de pe albumul Let Go. Perioada lansării sale a variat, dar în majoritatea țărilor data oficială a fost 1 mai a anului 2003. Piesa a fost lansată pe plan internațional, excepție făcând numai Australia și Noua Zeelandă, unde Mobile i-a luat locul. Această melodie conține mult mai multe elemente specifice muzicii rock, decât oricare altă piesă de pe albumul Let Go. Textul acesteia vorbește despre relația pierdută pe care o are artista cu iubitul său. Melodia Don't Tell Me, primul single de pe cel de-al doilea album lansat de către Lavigne, Under My Skin este considerat a fi o continuare pentru Losing Grip, în care Lavigne îl respinge pe prietenul său, din cauza comportamentului său sexual.
Videoclipul filmat pentru acest single o surprinde pe Lavigne, alături de formația sa, cântând în fața unei mulțimi de oameni aflate în delir. 
Losing Grip a ajutat-o pe Avril Lavigne să obțină o nominalizare în cadrul premiilor Grammy la categoria Cea Mai Bună Interpretă Rock (premiul a fost adjudecat de către Sheryl Crow).
Până în prezent, această melodie este cea mai prost clasată piesă a lui Lavigne în topurile din S.U.A., dar în alte țări în care a fost lansată ea a înregistrat un succes moderat, atingând prima poziție în Hong Kong.

## Lista melodiilor
Australian CD single
1. "Losing Grip" (Album)
2. "I'm with You" (Live)
3. "Unwanted" (Live)
4. "Losing Grip" (videoclip)

Australian CD promo
1. "Losing Grip" (Album)

UK single
1. "Losing Grip" (Album)
2. "Losing Grip" (Live)
3. "Naked" (Live)
4. "Losing Grip" (videoclip)

U.S. promo
1. "Losing Grip" (Album)

## Poziții ocupate în topuri
| Clasament                             | Loc |
| ------------------------------------- | --- |
| U.S. Billboard Hot 100                | 64  |
| United World Chart                    | 23  |
| Australian ARIA Singles Chart         | 20  |
| Belgian Ultratop 50 (Flanders)        | 48  |
| Belgian Ultratip (under50) (Wallonia) | 4   |
| UK Singles Chart                      | 22  |
| Irish Singles Chart                   | 18  |
| U.S ARC Chart (Radio) Top 40          | 6   |
| Austrian Top 75 Singles Chart         | 40  |
| Hong Kong Singles Chart               | 1   |
| Dutch Top 40                          | 8   |
| Switzerland Top 100 Singles Chart     | 49  |
| German Top 100 Singles Chart          | 43  |
| Belgian Top 50 Singles Chart          | 48  |
| Tokyo Hot 100                         | 12  |
| Euro 200                              | 63  |